# Kiril Ivkov
Kiril Ivkov (en búlgaro: Кирил Лoзaнoв Ивков; Pernik, Bulgaria; 21 de junio de 1946 – 24 de mayo de 2025) fue un jugador y entrenador búlgaro que jugó en la posición de defensa.

## Biografía

### Inicios
Nació el 21 de junio de 1946 en Pernik. Comenzó su carrera futbolística en el FC Metalurg local. En 1965 fichó por el otro equipo de la ciudad, el Minyor. En 1965/66 registró 33 partidos con 1 gol en el grupo Sur B, y en 1966/67 30 partidos en el grupo A.
En el verano de 1967, Ivkov se trasladó al Levski (Sofía) e inmediatamente se estableció como jugador principal. Un defensor frío, tranquilo y seguro con intervenciones oportunas y precisas. Un ejemplo de deportividad. Permaneció en Levski durante un total de 11 temporadas, teniendo 375 partidos con 15 goles: 293 partidos con 9 goles en el grupo A, 52 partidos con 5 goles para la copa nacional y 30 partidos con 1 gol en torneos europeos. Con Levski fue campeón de Bulgaria en 1967/68, 1969/70, 1973/74 y 1976/77, así como ganador de la copa en 1969/70, 1970/71, 1975/76 y 1976/77. Fue galardonado con la Orden de Bronce del Trabajo en 1968 y se le otorgó el título honorífico de Maestro Honorario del Deporte (1973).
El 2 de octubre de 1968, Ivkov hizo su debut con el equipo olímpico búlgaro en el amistoso contra Ghana, que se ganó por 10-0. El partido se produce días antes del inicio del torneo de fútbol de los Juegos Olímpicos de Verano de 1968 en México. En él, participó en 5 partidos, y Bulgaria llegó a la final y ganó las medallas de plata. Ivkov anotó un gol en la victoria por 7-0 contra Tailandia el 14 de octubre. Con la selección nacional también participó en la Copa Mundial de la FIFA de 1974 en Alemania Occidental. En su carrera, lideró a Bulgaria con el brazalete de capitán un total de 10 veces.
En 1978, Ivkov se trasladó a Etar (Veliko Tarnovo) y se convirtió en el capitán del equipo. Jugó en la temporada 1978/79, en la que los violetas terminaron en 1º lugar en el grupo Norte B. En el verano de 1979, terminó su carrera a la edad de 33 años.

## Entrenador
Ivkov se graduó en la Escuela Superior de Formación Profesional Georgi Dimitrov. En enero de 1980, meses después de terminar su carrera competitiva activa, fue nombrado entrenador asistente de la selección nacional en el personal de Atanas Parzhelov.
En la temporada 1985/86 fue el entrenador del Levski (Sofía), ganando la Copa de Bulgaria. También ha dirigido a Osam (Lovech), Sliven, Spartak (Varna), Etar (Veliko Tarnovo), los chipriotas Ethnikos y Chernomorets (Burgas).

## Carrera

### Club
| Periodo   | Club                   |
| --------- | ---------------------- |
| 1962–1965 | FC Metalurg Pernik     |
| 1965–1967 | FC Minyor Pernik       |
| 1967–1978 | PFC Levski Sofia       |
| 1978–1979 | FC Etar Veliko Tarnovo |

### Selección nacional
Ivkov jugó para Bulgaria en 44 ocasiones de 1968 a 1979, 10 de esos partidos como capitán, y anotó un gol. Ganó la medalla de plata en los Juegos Olímpicos de México 1968 y jugó en la Copa Mundial de Fútbol de 1974.

### Entrenador
| Periodo   | Club                   |
| --------- | ---------------------- |
| 1985–1986 | PFC Levski Sofia       |
| 1988–1989 | Osam Lovech            |
| 1991–1992 | OFC Sliven 2000        |
| 1993      | FC Spartak Varna       |
| 1998–1999 | FC Etar Veliko Tarnovo |

## Logros

### Jugador
- Bulgarian League: 1967–68, 1969–70, 1973–74, 1976–77
- Copa de Bulgaria: 1969–70, 1970–71, 1975–76, 1976–77
- Futbolista búlgaro del año:[4] 1974, 1975

### Entrenador
- Copa de Bulgaria: 1985–86